# Língua ghulfan
Ghulfan' (também Gulfan, Uncu, Uncunwee, Wunci, Wuncimbe) é uma língua núbia das colinas falada nas montanhas Nuba centrais no sul do Sudão. É falada por cerca de 40.000 pessoas nas colinas Ghulfan Kurgul e Ghulfan Morung, ao sul de Dilling. As aldeias em que a língua é falada são Dabri, Karkandi, Katang, Kurgul, Namang, Ninya, Moring, Ota, Shigda e Tarda. É intimamente relacionada com a língua kadaru, com a qual forma o subgrupo Kadaru-Ghulfan do núbio das colinas.
Ethnologue relata que o uso do Ghulfan está diminuindo à medida que os falantes mais jovens mudam para o árabe sudanês, com apenas adultos falando a língua.

## Fonologia

### Consoantes
|                   |             | Labial | Alveolar | Retroflexa | Pós-Alv./ Palatal | Velar |
| ----------------- | ----------- | ------ | -------- | ---------- | ----------------- | ----- |
| Nasal             | Nasal       | m      | n        |            | ɲ                 | ŋ     |
| Plosiva/ Africada | voiceless   |        | t        | ʈ          | tʃ                | k     |
| Plosiva/ Africada | sonora      | b      | d        | ɖ          | dʒ                | ɡ     |
| Fricativa         | Fricativa   |        |          |            | ʃ                 |       |
| Lateral           | Lateral     |        | l        |            |                   |       |
| Rótica            | Rótica      |        | r        | ɽ          |                   |       |
| Aproximente       | Aproximente | w      |          |            | j                 |       |

### Vogais
|               | Anterior | Central | Posterior |
| ------------- | -------- | ------- | --------- |
| Fechada       | iiː      |         | uuː       |
| Quase Fechada | ɪ        |         | ʊ         |
| Meio Fechada  | eeː      |         | ooː       |
| Meio Aberta   | ɛ        |         | ɔ         |
| Aberta        |          | aaː     |           |

## Escrita
A Língua Ghulfan utiliza uma forma simplificada do alfabeto latino – Ch, D, Dh, E, Ny, O, R, Rh, Th, U, W. Y – eh, ih, ii, oh, uu.